# ويليام إرنست غودمان
ويليام إرنست غودمان (29 سبتمبر 1879 في الولايات المتحدة - 26 أبريل 1949 في الولايات المتحدة) (بالإنجليزية: William Goodman)‏ هو لاعب كريكت أمريكي. لعب مع Philadelphian cricket team ‏.